# Robin Starveling
Robin Starveling is een personage in William Shakespeares A Midsummer Night's Dream.
Robin Starveling is een van de zes amateuracteurs van het theaterstuk. Hij is een wever en woont in Athene. Hij vertolkt de rol van Maneschijn in het toneelstuk Pyramus en Thisbe, dat hij met zijn makkers wil opvoeren voor het huwelijk van graaf Theseus met Hippolyta. Starveling is het lid van de groep dat voor zowat alles bang is. Hij kijkt op naar Nick Bottom, een van de anderen in het amateurgezelschap, voor leiding, net als de andere leden van de groep. En hoewel de spelers uitgelachen worden en bespot, wordt Starveling het meest bespot door Hippolyta.